# 羅馬尼亞文化
羅馬尼亞文化十分獨特，是羅馬尼亞地理和歷史演化的產物。羅馬尼亞人是巴爾幹古代居民的後裔，包括達契亞人、伊利里亞人、希臘人、色雷斯人。羅馬尼亞文化和其他一些文化有相似之處，甚至包括一些巴爾幹以外地區的文化，如亞美尼亞文化。19世紀開始，羅馬尼亞文化開始西化，主要受到法國文化的影響。許多上流階級將他們的子女送到巴黎接受教育，法語是羅馬尼亞文化人的第二語言。法國在政治思想、行政管理、法律、文學等領域給羅馬尼亞地区巨大影響。19世紀中期開始到一戰為止，羅馬尼亞文化則受到德國文化的影響。戰後羅馬尼亞成為蘇聯共產主義集團的成員，文化也開始受到更多斯拉夫文化的影響。

本身有许多东欧的民间故事起源，其中包括罗马尼亚神话里山龙和战士对抗，以及还有东正教、天主教和回教的冲突产生的信仰文明，还有有名的吸血鬼传说。